# IF Karlsvik
IF Karlsvik är en svensk bågskytteklubb från Alnö som bildades 25 januari 1960. Föreningen har också inrymt friidrott, ishockey och skidåkning med skiftande framgångar.

## OS-skyttar
- Mats Nordlander Seoul-88
- Kristina Nordlander Barcelona-92, Atlanta-96, Sydney-2000
- Christa Bäckman (Sköt för Timrå AIF) Atlanta-96